# Ikuo Matsumoto
Ikuo Matsumoto (jap. 松本育夫 Matsumoto Ikuo; ur. 3 listopada 1941 w Utsunomiya) – japoński piłkarz, reprezentant kraju.

## Kariera klubowa
Od 1964 do 1970 roku występował w klubie Toyo Industries.

## Kariera reprezentacyjna
Karierę reprezentacyjną rozpoczął w 1966, a zakończył w 1969 roku. W sumie w reprezentacji wystąpił w 11 spotkaniach. Został powołany do kadry na Igrzyska Olimpijskie w 1968 roku.

## Statystyki
| Reprezentacja Japonii | Reprezentacja Japonii | Reprezentacja Japonii |
| Rok                   | Mecze                 | Gole                  |
| --------------------- | --------------------- | --------------------- |
| 1966                  | 4                     | 1                     |
| 1967                  | 3                     | 0                     |
| 1968                  | 2                     | 0                     |
| 1969                  | 2                     | 0                     |
| Razem                 | 11                    | 1                     |